# رن رن شو
رن رن شو (بالإنجليزية: Hon. Sir Run Run Shaw )‏ (و. 1907 – 2014 م) هو رائد أعمال، ومنتج أفلام، ومخرج أفلام، ومخترع، وممثل، من الصين، ولد في نينغبو، وشانغهاي، توفي في هونغ كونغ، عن عمر يناهز 107 عاماً.

## التعليم
تعلم في جامعة هونغ كونغ.

## جوائز
حصل على جوائز منها:
- Asia-Pacific Film Festival [الإنجليزية]‏ (2006)
- قائد وسام الامبراطورية البريطانية[12]
- وسام غراند باوهينيا (الصين)
- Knight of the Order of the Crown ‏
- رتبة الإمبراطورية البريطانية
- لقب فارس
- وسام جوقة الشرف
- جوائز مهرجان هونج كونج السينمائي [الإنجليزية]‏.

## وصلات خارجية
- رن رن شو على موقع IMDb (الإنجليزية)
- رن رن شو على موقع ألو سيني (الفرنسية)
- رن رن شو على موقع أول موفي (الإنجليزية)
- رن رن شو على موقع قاعدة بيانات الأفلام السويدية (السويدية)
- رن رن شو على موقع إن إن دي بي (الإنجليزية)
- رن رن شو على موقع قاعدة بيانات الفيلم (الإنجليزية)
- رن رن شو على موقع كينوبويسك (الروسية)